# 1750
Évszázadok: 17. század – 18. század – 19. század
Évtizedek: 1700-as évek – 1710-es évek – 1720-as évek – 1730-as évek – 1740-es évek – 1750-es évek – 1760-as évek – 1770-es évek – 1780-as évek – 1790-es évek – 1800-as évek
Évek: 1745 – 1746 – 1747 – 1748 –  1749 – 1750 – 1751 – 1752 – 1753 – 1754 – 1755

## Események

### Határozott dátumú események
- január 13. –  VI. Ferdinánd spanyol király és V. János portugál király megkötik a madridi szerződést, amely a dél-amerikai gyarmataik közötti határokat szabályozza.[1]
- február 8. – Erős földrengés Londonban. (A mai becslések szerint a Richter-skálán csupán 2,6 tizedes erősségű volt a földrengés, közvetlenül a felszín alatt, melynek epicentruma nagyjából a London Bridge-nél lehetett.)[2]
- június 24. – A londoni parlament elfogadja az úgynevezett „vastörvényt”, mely megtiltja, hogy az észak-amerikai gyarmatokon az olvasztott nyersvasat helyben dolgozzák fel késztermékké, ugyanakkor az ott előállított olvasztott nyersvasra és hengerelt szalagvasra kivetett britt behozatali vámot megszünteti.[3]
- november 18. – A Westminster híd hivatalos átadása Londonban.[4]

### Határozatlan dátumú események
- az év folyamán – Három tűzvész is pusztít Isztambulban.

## Születések
- február 24. – Révai Miklós, nyelvész († 1807)
- február 28. – Cecilia Lennox, Richmond 2. hercegének leánya († 1769)
- március 30. – John Stafford Smith, zeneszerző († 1836)
- április 1. – Hugo Kołłątaj, lengyel tudós, pap, politikus és államférfi († 1812)
- július 28. – Fabre d’Églantine, francia vígjátékíró, költő és politikus († 1794)
- augusztus 18. – Antonio Salieri, zeneszerző († 1825)
- szeptember 9. – Hajnóczy József, ügyvéd, királyi tanácsos, kamarai főtitkár († 1795)
- december 3. – Johann Martin Miller, német költő († 1814)
- december 5. – Sax Mihály János bölcseleti és jogi doktor, egyetemi tanár, királyi tanácsos († 1824)
- december 11. – idősebb Wesselényi Miklós, erdélyi magyar főúr, politikus, katona, író († 1809)

## Halálozások
- március 26. – Mikoviny Sámuel, térképész, mérnök, matematikus, tanár, polihisztor (* 1699 vagy 1700)
- július 28. – Johann Sebastian Bach, német zeneszerző (* 1685)
- augusztus 8. - Charles Lennox, Richmond 2. hercege (* 1701)